# Роби Бюл
Роби Бюл (на английски: Robbie Buhl) е бивш американски автомобилен пилот от Индикар.
Шампион на Индикар Лайтс Сериите през 1992 г. През 1996 г. подписва договор с Джон Менард за два сезона в Индикар. От 1996 участва в Инди 500. Печели първата си победа на Ню Хампшър Интернейшънъл Спидуей, побеждавайки бившия пилот от Формула 1 – Виченцо Соспири с невероятната разлика от 0,064 секунди. През 2000 г. създава собствен тим – Драйър и Рейнболд Рейсинг (Dreyer & Reinbold Racing). Отказва се от състезателна кариера през 2004 г., но продължава да води своя тим в състезанията от шампионата. Един от поддръжниците на фондацията „Състезания за деца“, подпомагаща хронично болни деца, посещавайки болници и клиники при всяко свое посещение на град в който има старт от Индикар.

## Инди 500
| Година | Шаси           | Двигател     | Стартира   | Финишира |
| ------ | -------------- | ------------ | ---------- | -------- |
| 1993   | Лола           | Буик         | Катострофа |          |
| 1996   | Лола           | Форд Косуърт | 23         | 9        |
| 1997   | Паноз-Джи Форс | Олдсмобил    | 4          | 8        |
| 1998   | Далара         | Олдсмобил    | 5          | 31       |
| 1999   | Далара         | Олдсмобил    | 32         | 6        |
| 2000   | Паноз-Джи Форс | Олдсмобил    | 9          | 26       |
| 2001   | Паноз-Джи Форс | Инфинити     | 9          | 15       |
| 2002   | Паноз-Джи Форс | Инфинити     | 2          | 16       |
| 2003   | Далара         | Шевролет     | 22         | 23       |